# Carew Tower
La Torre Carew es un rascacielos de 49 plantas y 175 m de altura completado en 1930 en el centro de Cincinnati, la tercera ciudad más poblada del estado de Ohio (Estados Unidos). Cuent con vistas al río Ohio. Es el segundo edificio más alto de la ciudad y fue añadido al registro de Hitos Históricos Nacionales el 5 de agosto de 1982.
La parcela contiene el Hilton Cincinnati Netherland Plaza (antiguamente Omni Netherland Plaza), descrito como "uno de los mejores ejemplos de arquitectura art déco francesa", y usado como modelo para el Empire State Building de Nueva York. La torre fue superada por la Great American Tower at Queen City Square el 13 de julio de 2010, con 26 m más que Carew Tower. Antes de la construcción de la Great American Tower, Carew Tower dio a Cincinnati la distinción de ser un ciudad cuyo edificio más alto fue construido antes de la Segunda Guerra Mundial. Su nombre procede de Joseph T. Carew, propietario de la cadena de grandes almacenes Mabley & Carew, que había operado en la parcela desde 1877.

## Historia
La Torre Carew fue diseñada por la firma arquitectónica W.W. Ahlschlager & Associates, en colaboración con Delano & Aldrich, y promovida por John J. Emery. El proyecto original contemplaba unos grandes almacenes, un teatro, oficinas y un hotel que pretendía rivalizar con el Waldorf-Astoria. Emery contrató como socio a Col. William A. Starrett (Starrett Investment Corp.) y a Starrett Brothers, Inc. como contratista general. El edificio es considerado ampliamente como un prototipo temprano de proyecto urbano de uso mixto, una "ciudad dentro de una ciudad". El Centro Rockefeller de Nueva York, construido en la misma época, es un ejemplo más famoso de este concepto. Se demolió el Hotel Emery y un edificio de oficinas que pertenecía a Mabley & Carew para permitir la construcción en la parcela. 
La construcción comenzó en septiembre de 1929, solo un mes antes de la quiebra financiera del 24 de octubre que desencadenó la Gran Depresión. Por esto, la construcción continuó pero se modificó el proyecto. Los espléndidos detalles (adornos arquitectónicos, frisos, y metal decorativo) que son comunes en edificios art déco se detuvieron en la tercera planta y se usaron ladrillos lisos en las plantas superiores. Se pueden encontrar las características del Art déco por todo el edificio, particularmente en los metales y rejas de los ascensores y las luces. Los azulejos florales de Rookwood Pottery añaden el toque de Cincinnati al edificio. Las esculturas del exterior y el interior del edificio fueron realizadas por el escultor arquitectónico neoyorquino Rene Paul Chambellan.
Hay dieciocho murales de Louis Grell en la planta baja del Hotel Hilton Netherland Plaza. Se pueden encontrar diez murales en el vestíbulo original del hotel, ahora el Palm Court, cuatro murales de temática griega en la Sala Continental y dos encima de la escalera de la entrada lateral, que también son el trabajo del muralista y pintor Louis Grell. Los diez murales de Palm Court representan la recreación y se cree que se pueden encontrar representaciones de la propia Torre Carew Tower en el fondo. El mural de la escalera dice "Welcome Travelers" (Bienvenidos viajeros) y los cuatro en la Sala Continental representan las cuatro estaciones del año. La gran Galería Apolo, de 30 metros de largo, tiene otro mural "Apolo en su carruaje" y un gran mural "Caza de Diana" de Grell. Se cree que todos los murales son de óleo sobre lienzo.
El coste total del edificio fue de 33 millones de dólares, que era una gran cantidad de dinero en aquella época. Los trabajadores completaron la construcción en solo 13 meses, trabajando 24 horas cada día y 7 días a la semana.
Desde 1930 hasta 1960, Carew Tower contenía de los grandes almacenes Mabley & Carew. 
Desde 1967 hasta 1980, Carew Tower y la vecina PNC Tower, llamada entonces Central Trust Bank Tower, aparecieron en los créditos de apertura y cierre de la serie The Edge of Night, dado que Cincinnati era el referente de la localidad ficticia del show Monticello. Casualmente (o no), Procter & Gamble, los productores del programa, son de Cincinnati.
En la actualidad el edificio contiene una gran cantidad de ocupantes, inclido un centro comercial, el Hilton Cincinnati Netherland Plaza y oficinas. Los visitantes deben pagar 2 dólares cada uno para acceder a la plataforma de observación, situada en la planta 49. En un día claro, los visitantes pueden divisar muchos kilómetros en todas direcciones, y tres estados (Kentucky, Indiana y Ohio). Por sus características arquitectónicas, así como su identidad con el patrimonio de la ciudad, la Torre Carew fue designada Hito Histórico Nacional en 1994. 
El edificio tenía originalmente tres torres, la más alta conteniendo oficinas, la segunda el hotel y la tercera un aparcamiento que tenía un ascensor en lugar de las tradicionales rampas para acceso. También había una placa giratoria para que los camiones de reparto pudieran acceder en la dirección correcta. Este sistema ha sido desmantelado desde entonces. Durante mediados y finales de la década de 1980, un gran gorila hinchable se enganchó a las plantas superiores.

## Cifras
- 14 kilómetros de tuberías de latón
- 15 vagones de tren llenos de cristal
- 60 kilómetros de tuberías de acero
- 40 vagones de tren llenos de piedra
- 100 kilómetros de molduras de suelos y ventanas
- 60 vagones de tren llenos de madera
- 4500 sanitarios
- 5000 puertas
- 8000 ventanas
- 15000 toneladas de acero estructural
- 4 millones de ladrillos en la fachada

## Galería de imágenes
|                                                                                     |
| La Torre Carew, segundo edificio más alto de Cincinnati, es un ejemplo de art déco. |

|                                                       |
| Vista de la Torre Carew desde el atrio de Tower Place |

| |
| El vestíbulo de ascensores del Hilton Cincinnati Netherland Plaza muestra un estilo art déco con el buzón postal original |

|                                                          |
| Vista del lado norte desde la plataforma de observación. |